# Xylophis captaini
Espèce
Statut de conservation UICN

 LC  : Préoccupation mineure
Xylophis captaini est une espèce de serpents de la famille des Xenodermatidae.

## Répartition
Cette espèce est endémique d'Inde. Elle se rencontre au Kerala et au Tamil Nadu jusqu'à 300 m d'altitude dans les Ghâts occidentaux.

## Description
Xylophis captaini mesure de 60 à 145 mm.

## Étymologie
Son nom d'espèce lui a été donné en l'honneur d'Ashok Captain en reconnaissance de sa contribution à la connaissance des serpents indiens.

## Publication originale
- Gower & Winkler, 2007 : Taxonomy of the Indian snake Xylophis Beddome (Serpentes: Caenophidia), with description of a new species. Hamadryad, vol. 31, no 2, p. 315-329 (texte intégral).